# Docalidia scopa
Docalidia scopa är en insektsart som beskrevs av Nielson 1979. Docalidia scopa ingår i släktet Docalidia och familjen dvärgstritar. Inga underarter finns listade i Catalogue of Life.